# 藤澤大介
藤澤 大介（ふじさわ だいすけ）は、日本の医学者・精神科医。元慶應義塾大学医学部助教授。博士（医学）。

## 略歴
1998年慶應義塾大学医学部卒業。2010年博士（医学）（慶應義塾大学）。横浜市立市民病院、桜ヶ丘記念病院、慶應義塾大学医学部精神神経科助手、講師を経て2007年慶應義塾大学医学部精神神経科助教授。現在国立がん研究センター東病院精神腫瘍科病棟医長。

## 学会等
- 日本認知療法学会理事
- 東京認知行動療法アカデミー理事
- 厚生労働科学研究班「精神療法の有効性の確立と普及に関する研究」分担研究者[1]

## 著書

### 共訳
- マイケル・ホランダー（著）『自傷行為救出ガイドブック —弁証法的行動療法に基づく援助』星和書店、2011年7月。ISBN 9784791105557。

## 関連人物
- 大野裕
- 白波瀬丈一郎